# Antonio Alatorre
Antonio Alatorre Chávez (* 25. Juli 1922 in Autlán de la Grana, Jalisco, Mexiko; † 21. Oktober 2010 in Mexiko-Stadt) war ein mexikanischer Schriftsteller, Philologe und Übersetzer.
Alatorre wurde durch seine Werke nach der Spanischen Literatur bekannt; sein berühmtes Buch, Los 1001 años de la lengua española (Die 1001 Jahre der spanischen Sprache), das versucht durch einen angenehmen, einfachen und ziemlich kurzen Weg, die Geschichte der spanischen Sprache zu erklären, erschien 1979.

## Leben
Antonio Alatorre wurde 1922 in Autlán de la Grana, Jalisco geboren. Schon in seiner Jugend beschäftigte er sich intensiv mit Sprachen und lernte Lateinisch, Griechisch, Französisch und Englisch. Nach dem Abitur studierte er zunächst Rechtswissenschaften, brach dieses Studium aber ab und studierte Literaturwissenschaft an der Universidad Nacional Autónoma de México und Philologie am Colegio de México (Colmex). Ab 1943 unterrichtete er Sprachen. Von 1953 bis 1972 war er Direktor des Colegio de México und war Herausgeber der Nueva Revista de Filología Hispánica. 1998 gewann er den mexikanischen Nationalpreis für Linguistik und Literatur. Er war Mitglied des Colegio Nacional und Ehrenmitglied der Academia Mexicana de la Lengua, schrieb und übersetzte zahlreiche Bücher. Er starb 2010 in Mexiko-Stadt.

## Veröffentlichungen
- El apogeo del castellano, Fondo de Cultura Económica. Mexiko.
- Enigmas ofrecidos a la casa del placer de Sor Juana Inés de la Cruz. (edición comentada), El Colegio de México.
- Ensayos sobre crítica literaria. Centro Nacional para la Cultura y las Artes (CNCA).
- Juana de Asbaje de Amado Nervo. (Introducción y edición), Centro Nacional para la Cultura y las Artes (CNCA).
- Los 1001 años de la lengua española. Fondo de Cultura Económica, Mexiko 2002.
- El sueño erótico en la poesía española de los siglos de oro. Fondo de Cultura Económica, Mexiko 2003.
- Sor Juana Inés de la Cruz. Obras completas, (Introducción, edición y notas), Mexiko, 2009.